# اسکار فیشینگر
اسکار فیشینگر (به آلمانی: Oskar Fischinger) (متولد ۲۲ ژوئن ۱۹۰۰ در آلمان - متوفی ۳۱ ژانویه ۱۹۶۷ در لس آنجلس) انیماتور، فیلمساز و نقاش آبستره آلمانی بود.
او بیش از پنجاه انیمیشن کوتاه و هشتصد تابلوی نقاشی در کارنامه خود دارد که بسیاری از آن‌ها در موزه‌ها، نمایشگاه‌ها و مجموعه‌های مختلف در سراسر دنیا نگهداری می‌شوند. یکی از انیمیشن‌های او با عنوان نقاشی متحرک شمارهٔ ۱ که در سال ۱۹۴۷ ساخته شد، در فهرست ملی فیلم در کتابخانه کنگره آمریکا ثبت شده‌است. فیشینگر هم‌چنین به عنوان یکی از پیشگامان ساخت نماهنگ شناخته می‌شود و از معدود فیلمسازانی است که ذوق سمعی و بصری چشمگیرش را با دید علمی و هندسی عمیق به اجسام -که بخاطر تجربهٔ فیشینگر در معماری در او به وجود آمده بود- در خلق شاهکارهای بصری تلفیق می‌کند. او در سال ۱۹۳۵ و پس از شدت گرفتن فشارهای ممیزی حزب نازی روی هنر آبستره، مجبور به ترک آلمان به مقصد هالیوود شد و پایه‌گذار سنتِ تلفیق حرکت و موسیقی در انیمیشنهای والت دیزنی گردید.

## زندگی‌نامه

### کودکی و نوجوانی
اسکار ویلهلم فیشینگر در یک خانواده مرفه هشت نفره در گلن‌هاوزن در آلمان متولد شد. از سنین کودکی تحت تشویق نقاشانی قرار گرفت که برای طراحی مناظر زیبای گلن‌هاوزن به این شهر می‌آمدند از آنجا که فیشینگر علاقه زیادی به موسیقی هم داشت و به تمرین ویولن مشغول بود، به کار در یک شرکت ارگ‌سازی مشغول شد. پس از اینکه صاحبان شرکت محل کار او به جنگ اعزام شدند، به عنوان طراح در یک شرکت معماری مشغول به کار شد تا اینکه خود او نیز به خدمت فراخوانده شد. پس از اینکه به علت ضعف جسمانی از خدمت در ارتش معاف شد، همراه خانواده‌اش به فرانکفورت مهاجرت کرد.

### آغاز به کار
در فرانکفورت با برنهارد دایبولد، منتقد تئاتر آشنا شد. او در سال ۱۹۲۱ فیشینگر را با کارهای یک فیلمساز آبستره به نام والتر راتمن آشنا کرد. تأثیری که فیلم‌های راتمن روی فیشینگر گذاشت باعث شد تا او دست به تجربه‌های گوناگون با مایعات رنگی و مدل‌های سه بعدی ساخته شده از موم و رس بزند. سپس دستگاهی به نام «ماشین موم خردکن» طراحی کرد که دستهٔ تیغه برندهٔ موم را با شاتر دوربین هماهنگ کرده و باعث می‌شد تصاویری دقیق از سطح مقطع هر برش ایجاد شود. او در نامه‌ای به راتمن طرز کار دستگاهش را شرح داد و راتمن برای بازدید از دستگاه علاقه نشان داد. فیشینگر به مونیخ عزیمت کرد، سند طرح را به نام راتمن کرد و مشغول ساخت اولین نمونه شد. پس از ساخت دستگاه، راتمن متوجه شد که نور شدیدِ دوربین باعث می‌شود قسمت اعظم موم حین فیلمبرداری آب شود و به همین دلیل استفاده از دستگاه را رها کرد. بااین‌حال فیشینگر در طول این مدت موفق به ساخت چندین فیلم آزمایشی با استفاده از مدل‌های مومی شد که قسمتی از آن‌ها تحت عنوان آزمایش‌هایی با موم توزیع شده‌اند.
در سال ۱۹۲۴ یک کاریاب به نام لوئیز استیل فیشینگر را برای ساخت کارتونهای طنز برای بزرگسالان استخدام کرد. او در این مدت در پروژه‌های شخصی‌اش به ساخت چندین فیلم آبسترهٔ اکسپریمنتال با استفاده از تکنیک‌های مختلف فیلمبرداری و پخش مشغول شد. یکی از این تکنیک‌ها استفاده از چند پروژکتور هم‌زمان برای پخش فیلم بود. فیشینگر در سال‌های ۱۹۲۶ و ۱۹۲۷ چندین فیلم را با کمک از این تکنیک برای عموم به نمایش درآورد. در این مدت با معضلات مالی بسیاری شد و سرانجام در ژوئن ۱۹۲۷ برای فرار از طلب‌کارانش مخفیانه مونیخ را به مقصد برلین ترک کرد. او که پیاده و فقط به همراه ضروری‌ترین لوازم راهی برلین شده بود، در طول راه ۳۵۰ عکس مختلف از مسیر روستایی گرفت که بعدها در فیلمی با نام پیاده از مونیخ تا برلین پخش شد.

### برلین
فیشینگر پس از ورود به برلین با کمک پولی که از یکی از آشنایان وام گرفته بود، استودیویی در محلهٔ هنری فیدریشتراب باز کرد و مشغول ساخت جلوه‌های ویژه برای فیلم‌های متعدد گردید. با این‌حال طرح‌هایی که برای انیمیشن به تهیه‌کنندگان مختلف ارائه می‌کرد عموماً مورد قبول واقع نمی‌شدند. در سال ۱۹۲۸ فریتس لانگ او را برای کار روی فیلم معروف خود، زنی در ماه (Frau im Mond) استخدام کرد و فیشینگر تا مدتی از حقوق ثابتی برخوردار شد. در این مدت در وقت آزاد خود به آزمایش با طراحی زغال مشغول شد و شروع به استفاده از موسیقی روز و کلاسیک برای حرکت آراییِ انیمیشن‌هایش کرد. اولین انیمیشن‌های تجربی‌اش با استفاده از موسیقی کمپانی الکترولا ساخته شدند. او در عنوان‌بندی پایانی، ترانه‌های این کمپانی را تبلیغ می‌کرد و از این جهت می‌توان این انیمیشن‌ها را نخستین نماهنگها به حساب آورد.
فیلم‌های تجربی فیشینگر در این دوره—که تمرین‌های شماره ۱ تا ۱۲ نام‌گذاری شده بودند—مورد تقدیر سینماهای هنری مختلف قرار گرفتند و بسیاری از آن‌ها در سینماهای درجه یک اروپا به نمای گذاشته شدند. حتی بعضی از فیلم‌های این مجموعه در سینماهای ژاپن و آمریکا توزیع شدند. در سال ۱۹۳۱ تمرین شماره ۵ از این سری در کنفرانس تحقیقات رنگ-موزیک به نمایش درآمده و تحسین منتقدین را برانگیخت. در همان سال کمپانی یونیورسال حقوق توزیع تمرین شماره ۵ را در آمریکا خریداری کرد و تمرین شماره ۷ به عنوان پیش‌درآمد یک فیلم پرطرفدار در سینماهای برلین به نمایش درآمد. تبحر فیشینگر در به‌کارگیری جلوه‌های ویژه در این مجموعه از فیلم‌ها او را به «جادوگر فیدرشتراب» ملقب کرد. در سال ۱۹۳۲ فیشینگر با دخترعمویش الفرید ازدواج کرد.
در سال ۱۹۳۳ و با قدرت گرفتن نازیها در آلمان، هنر آبستره و تجربی توسط دولت جدید «هنر منحرف» لقب گرفت و ساخت و پخش فیلم‌های تجربی به شدت محدود شد. با این حال فیشینگر دست از فعالیت نکشید و به ساخت فیلم‌های آبستره و گذران زندگی از راه تهیه آگهی‌های تبلیغاتی ادامه داد. یکی از این آگهی‌ها به نام «موراتی می‌تازد» که برای یک شرکت سیگارسازی و به شیوهٔ استاپ‌موشن و رنگی ساخته شده بود و چندین سیگار را در حال رقصیدن نشان می‌داد، در کل اروپا شهرت پیدا کرد. فیشینگر با وجود برخوردهایی که هر از گاهی با نیروهای حکومتی داشت، در سال ۱۹۳۵ موفق به تکمیل پروژهٔ «قطعهٔ آبی» شد که با تحسین منتقدین روبرو شد و برخلاف انتظار از دولت مجوز پخش گرفت.
در همان سال یک دلال کمپانی مترو گلدن مایر «قطعهٔ آبی» و «موراتی» را در یک سینمای کوچک هنری در هالیوود به نمایش گذاشت. زیبایی هنری این دو فیلم کوتاه و استقبال بی‌نظیر تماشاچیان، کارگردان آلمانی الاصل، ارنست لوبیش را تحت تأثیر قرار داد. طبق سفارش او، یکی از دلالان کمپانی پارامونت با فیشینگر تماس گرفت و به او پیشنهاد کار در آمریکا را داد که با استقبال فیشینگر روبرو شد.

### هالیوود
فیشینگر در فوریه سال ۱۹۳۶ پا به هالیوود گذاشت و از طرف کمپانی پارامونت یک دفتر خصوصی، منشی مسلط به زبان آلمانی، معلم خصوصی انگلیسی و حقوق هفتگی ۲۵۰ دلار در اختیار او گذاشته شد. در ماه‌های نخستین ورود او به هالیوود هیچ پروژه‌ای در اختیارش گذاشته نشد و او آزادانه به طراحی و نقاشی می‌پرداخت. فیشینگر و همسرش الفرید بیشتر با خانواده‌های پناهندگان سیاسی آلمانی در ارتباط بودند ولی از نشست و برخاست با این اجتماعات الیت احساس غریبگی می‌کردند.
در همان سال فیشینگر ویدئوی «آلگرتو» را برای قطعه «نوای رادیو» (Radio Tunes) ساخته رالف رینگر آماده کرد. قرار بود «آلگرتو» به عنوان قسمتی از موزیکال «برنامه بزرگ ۱۹۳۷» تنظیم شود. کمپانی پارامونت بدون اطلاع فیشینگر فیلم را از حالت تکنی‌کالر به سیاه و سفید تغییر داد و صحنه‌های فیلم را با ویدئو درآمیخت طوری‌که «الگرتو» تم آبستره خود را از دست داد. همین ماجرا باعث استعفای فیشینگر از پارامونت شد. سال‌ها بعد، فیشینگر با کمک نقاش آبستره معروف، هیلا ون ریبی و یک وام بلاعوض از موزهٔ نقاشی‌های غیر عینی (Museum of Non-Objective Painting) موفق به خرید «آلگرتو» از پارامونت شد. او با رنگ زدن مستقیم همهٔ فریم‌ها، آلگرتو را دوباره تبدیل به یک فیلم تمام رنگی کرد و به نمایش عمومی درآورد. آلگرتو تبدیل به یکی از معروف‌ترین و موفق‌ترین آثار تاریخ نماهنگ و یکی از محبوب‌ترین آثار فیشینگر شد.
فیشینگر در طول دورهٔ فعالیت‌هایش در آمریکا همواره با مشکلات متعدد روبرو بود. در سال ۱۹۳۷، برای کمپانی مترو گلدن مایر نماهنگ «یک شعر بصری» را برای «راپسودی مجار شماره ۲» اثر فرانتز لیست ساخت ولی به علت مشکلات در سیستم حسابداری شرکت، دستمزدی به او تعلق نگرفت. در سال ۱۹۴۰ یکی از سکانسهای انیمیشن فانتازیا ساختهٔ کمپانی والت دیزنی را با استفاده از «توکاتا در دی مینور» اثر باخ طراحی کرد ولی پروژه را بدون مطالبهٔ حقوقش رها کرد چون انیماتورهای کمپانی والت دیزنی دست به ساده‌سازی طرح‌های انتزاعی او زدند. طبق گفتهٔ ویلیام موریتز، تاریخ‌نگار سینما، جلوه‌های ویژهٔ مربوط به چوب جادویی فرشتهٔ آبی در انیمیشن پینوکیو هم توسط فیشینگر انجام شده بود. هم چنین سکانس رؤیای حین مستی در انیمیشن «دامبو» توسط فیشینگر طراحی و ساخته شد. فیشینگر در طول دههٔ پنجاه میلادی برای تلویزیون هم آگهی‌های تبلیغاتی می‌ساخت که بعضی از آن‌ها هرگز به نمایش در نیامدند.
در سال ۱۹۴۲ بنیاد گوگنهایم ابتدا از او خواست که برای اثبات وفاداری‌اش به آمریکا، نماهنگی برای یکی از مارشهای جان فیلیپ سوسا بسازد و سپس درخواست کرد که موسیقی آن را به کنسرتوی براندنبرگ شماره ۳ اثر باخ تغییر دهد. با این حال فیشینگر می‌خواست برای تأکید روی طبیعتِ انتزاعی فیلم‌هایش، یک فیلم صامت بسازد. فیشینگر نهایتاً در خفا خواستهٔ خود را عملی کرد و فیلم صامت را ساخت که ریتم سنگین و آرامِ موسیقایی را با استفاده از ظهورِ متناوبِ تصاویرِ تابلو-مانند شبیه‌سازی می‌کرد.
بخاطر مشکلات متعددی که در حرفهٔ فیلمسازی برای فیشینگر پیش آمده بود، او به تدریج این حرفه را کنار گذاشت و به نقاشی رنگ روغن روی آورد. با اینکه بنیاد گوگنهایم مشخصاً یک انیمیشن دستی خواسته بود، فیشینگر پروژه‌اش را به صورت یک مستند تصویری در مورد نقاشی درآورد. این انیمیشن که نقاشی متحرک شمارهٔ ۱ نام گرفت، تکمیل فریم به فریمِ یک نقاشی رنگ روغن را پس از هر رد قلم جدید نشان می‌داد. این شیوهٔ روایت به صورت خود به خود با موسیقیِ چند لایهٔ باخ کاملاً هم‌خوانی داشت و به همین دلیل فیشینگر نیازی به هماهنگ‌سازی فیلم با موسیقی پیدا نکرد. با اینکه پس از این هرگز برای ساختن فیلم بودجه‌ای در اختیار فیشینگر قرار نگرفت، ولی نقاشی متحرک شمارهٔ ۱ از موفقیت بالایی برخودار شد و جایزهٔ اول مسابقهٔ بین‌المللی فیلم‌های تجربی بروکسل را در سال ۱۹۴۹ از آن خود کرد.

## لومی‌گراف
لومی‌گراف یکی از اختراعات ثبت شدهٔ فیشینگر در دههٔ چهل میلادی است که برای برنامه‌های سرگرم‌کننده خود برای عموم از آن استفاده می‌کرد. این دستگاه با استفاده از یک صفحهٔ منعطف و یک باریکهٔ نور که رنگ قابل کنترلی داشت، نقوش آبسترهٔ متنوع و رنگی را به وجود می‌آورد. نمایش‌های لومی‌گراف عموماً با پخش موسیقی همراه بودند و کسانی که دستگاه لومی‌گراف را کنترل می‌کردند، نقوش رنگی را هماهنگ با ریتم موسیقی تغییر می‌دادند تا جلوهٔ سرگرم‌کننده‌ای پیدا کنند. از لومی‌گراف در یکی از صحنه‌های فیلم مسافران زمان ۱۹۶۴ استفاده شد. امروز یکی از نمونه‌های لومی‌گراف در «موزهٔ فیلم آلمان» در فرانکفورت نگهداری می‌شود، یکی از آن‌ها نزد خانوادهٔ فیشینگر باقی‌ست و بقیه در موزه‌های کالیفرنیا موجودند.